# Твист (Эмсланд)
Твист (нем. Twist, немецкое произношение: [tvi:st]) — коммуна в Германии, входит в состав района Эмсланд в земле Нижняя Саксония.
Население 9606 человек (на 31 декабря 2010 года). Занимает площадь 105,63 км².

## Происхождение названия
Название Твист происходит от нижненемецкого слова Twistrich, что в переводе на русский означает «оспариваемая граница».

## Географическое положение
Коммуна Твист расположена на западе Германии в непосредственной близости от границы с Нидерландами. Рядом проходит федеративная автомагистраль 31.

## История
Первые попытки заселения территории Твиста начались в 1784 году, когда мюнстерский архиепископ Макс Франц исполнил желания арендаторов небольших земельных наделов из соседней общины Хесепе и разрешил постепенное заселение территории. Трудности в освоении местности и заболоченность определяла скудный заработок её жителей.
Только спустя столетие с окончанием строительства Северо-Южного канала и осушением значительных территорий условия жизни населения существенно улучшились.
В 1950-х годах начался экономический расцвет, который объяснялся, во-первых, нахождением запасов нефти, а во-вторых, размещением здесь крупной компании по изготовлению пластмасс.
В 2000 году с появлением многочисленных мест для кемпинга и велосипедных дорожек Твист стал привлекательным для туризма.

## Население
В таблице также учтены предместья, включённые в состав общины Твист до 1974 года.
| Год  | Численность населения |
| ---- | --------------------- |
| 1848 | 1 442                 |
| 1871 | 1 622                 |
| 1885 | 1 847                 |
| 1905 | 2 578                 |
| 1925 | 3 409                 |
| 1933 | 3 713                 |
| 1939 | 3 995                 |
| 1946 | 4 310                 |
| 1950 | 4 739                 |
| 1956 | 5 329                 |
| 1961 | 5 807                 |
| 1971 | 6 777                 |
| 1975 | 7 826                 |
| 1980 | 7 848                 |
| 1985 | 7 814                 |
| 1990 | 8 419                 |
| 1995 | 9 132                 |
| 2000 | 9 426                 |
| 2005 | 9 640                 |

| Год  | Численность | Численность |
| ---- | ----------- | ----------- |
| 2016 | 9563        | [ 4 ]       |
| 2017 | 9574        | [ 1 ]       |
| 2019 | 9545        | [ 5 ]       |
| 2021 | 9554        | [ 6 ]       |
| 2022 | 9738        | [ 7 ]       |
| 2023 | 9751        | [ 2 ]       |

## Политика
Твист имеет статус коммуны
Совет общины состоит из 24 избираемых членов, вместе с прямо избираемым бюргермейсмером.
После выборов 11 сентября 2011года так распределились голоса в совете общины.
- CDU — 17 членов
- SPD — 4 членов
- остальные партии или беспартийные — 3 членов

## Достопримечательности
Церковь Святого Франциска в районе Шонингсдорф (Schöninghsdorf) была построена в 1929 году архитектором Тео Бурлаге, алтарь церкви имеет высоту 5 метров.
Особой достопримечательностью является орган евангелистической церкви в районе Нойринге (Neuringe), который был изготовлен в 1719 году и является старейшим и одним из ценнейших органов реформистской церкви.
В 1999 году был основан музей нефти и газа, который в 2009 году существенно увеличил число своих экспонатов.
В 2006 году выл основан интернациональный природный парк болот, в фонде которого имеется огромное количество единственных в своем роде представителей флоры и фауны болот.

## Фотографии

Фотоальбом Твист
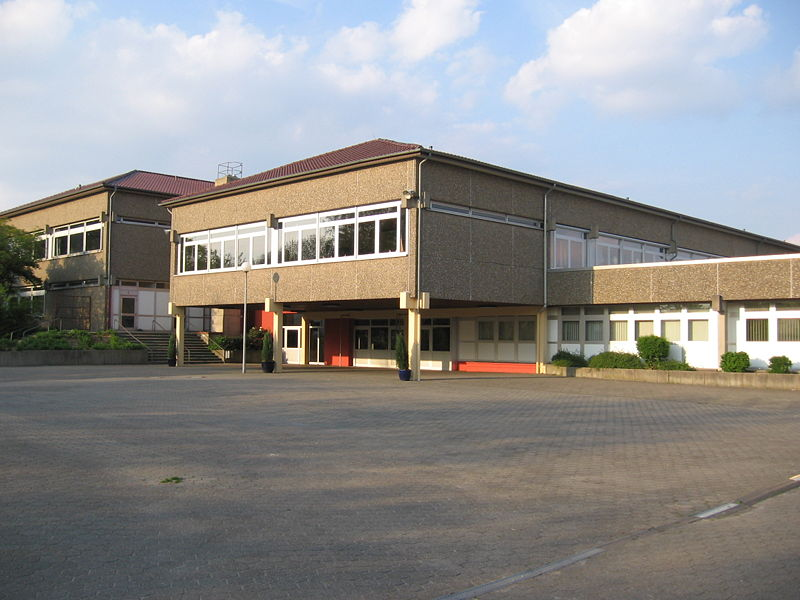
Реальное училище
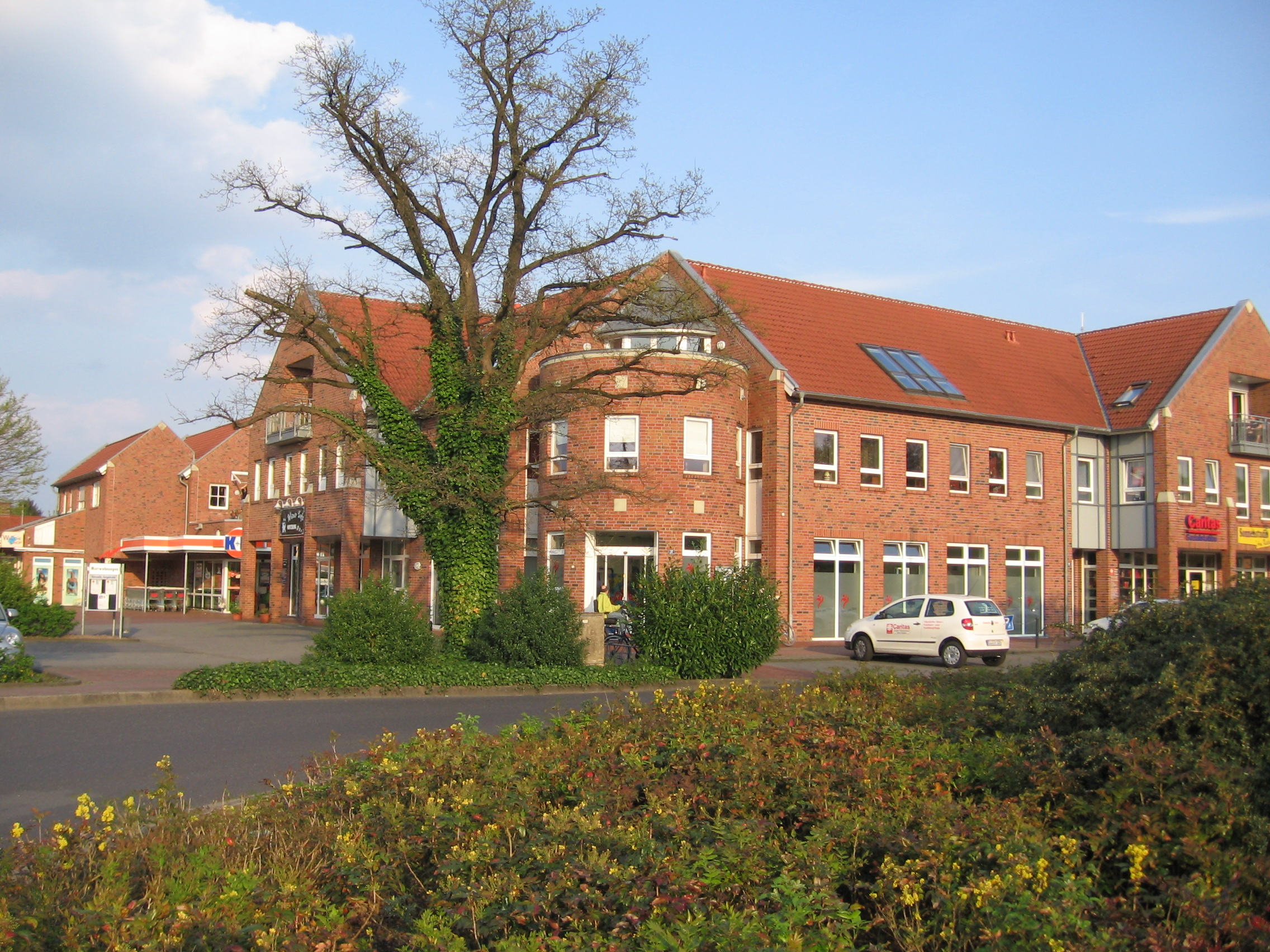
в центре города
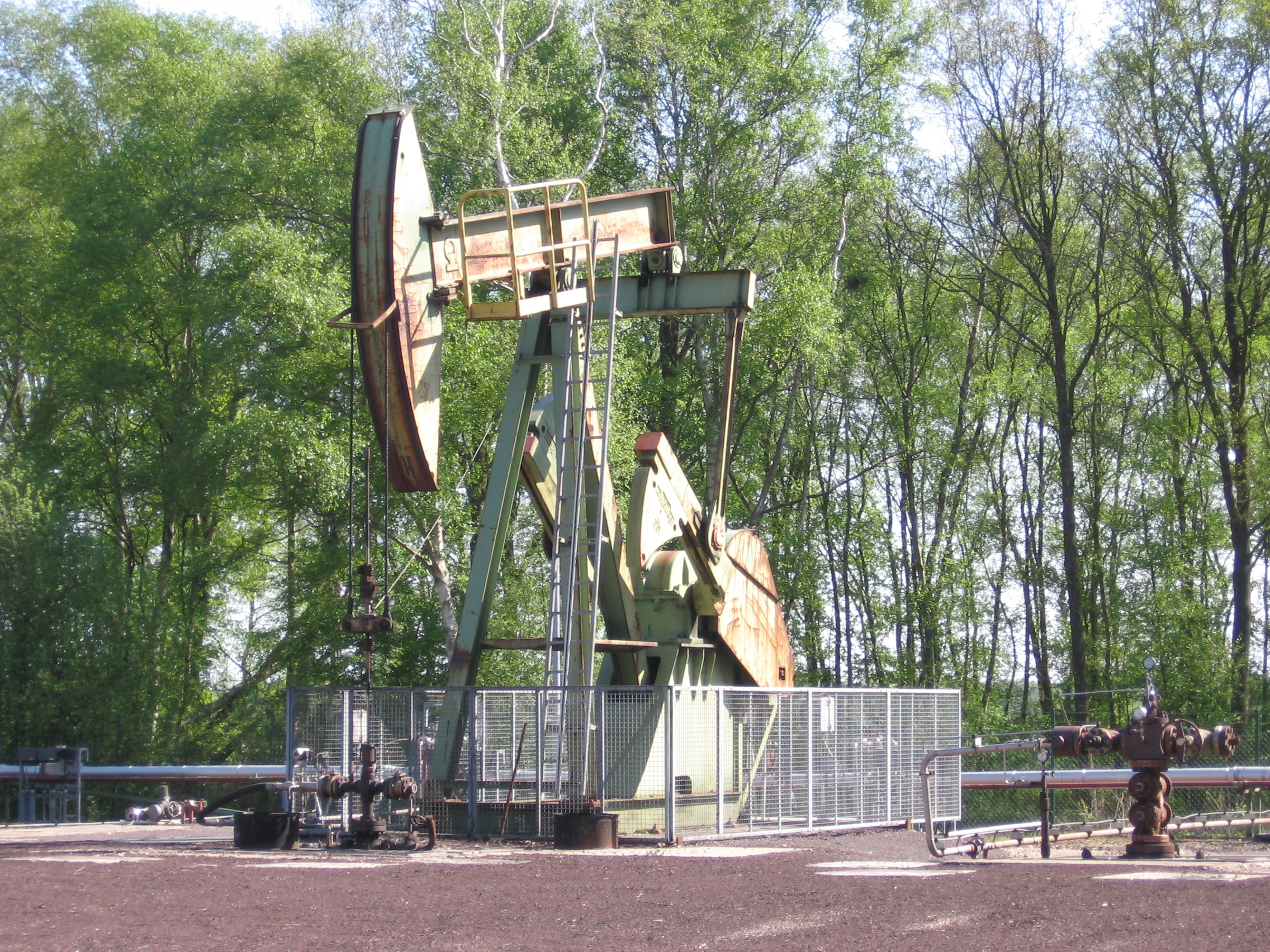
Перекачивающее устройство
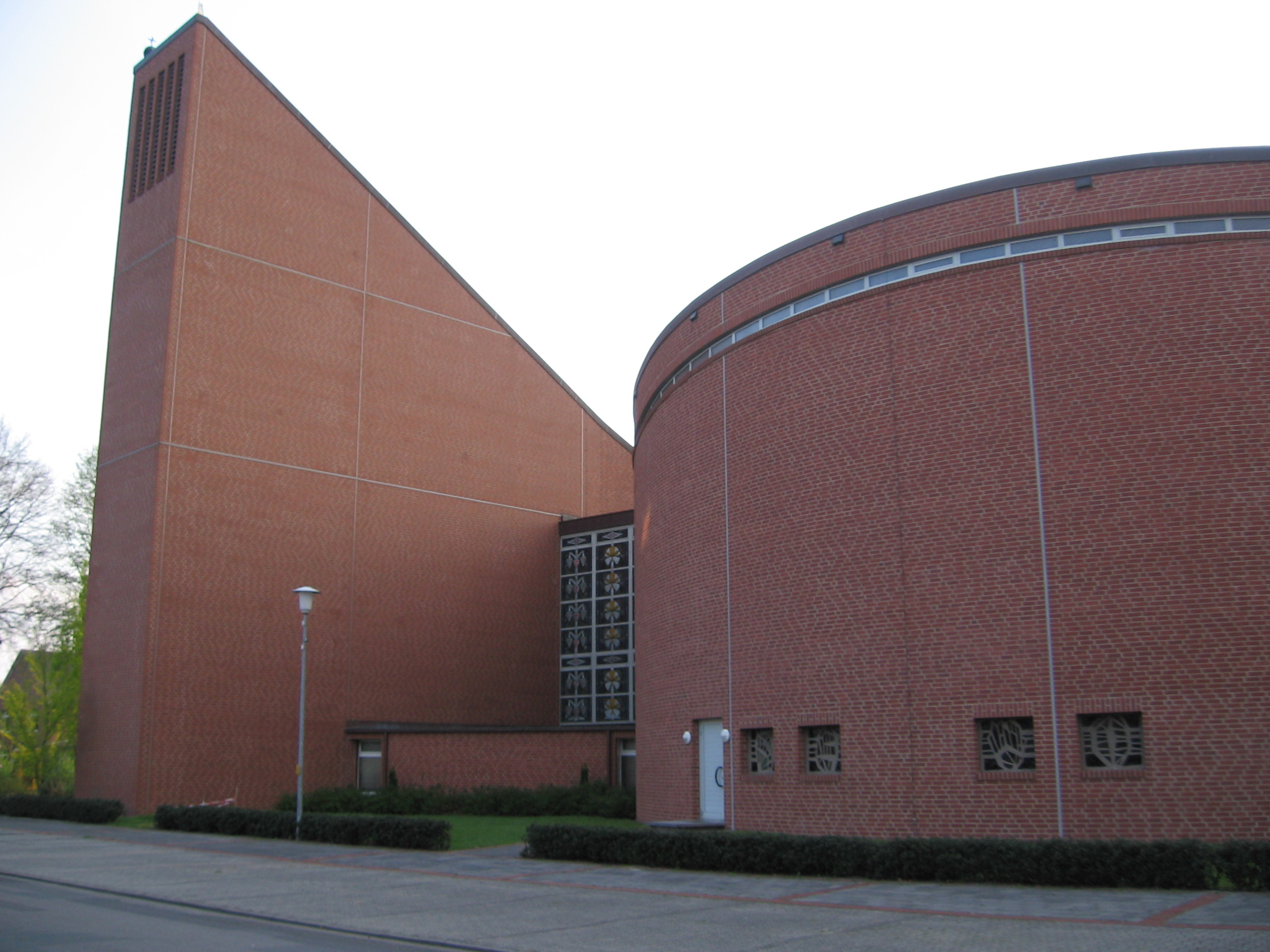
Церковь
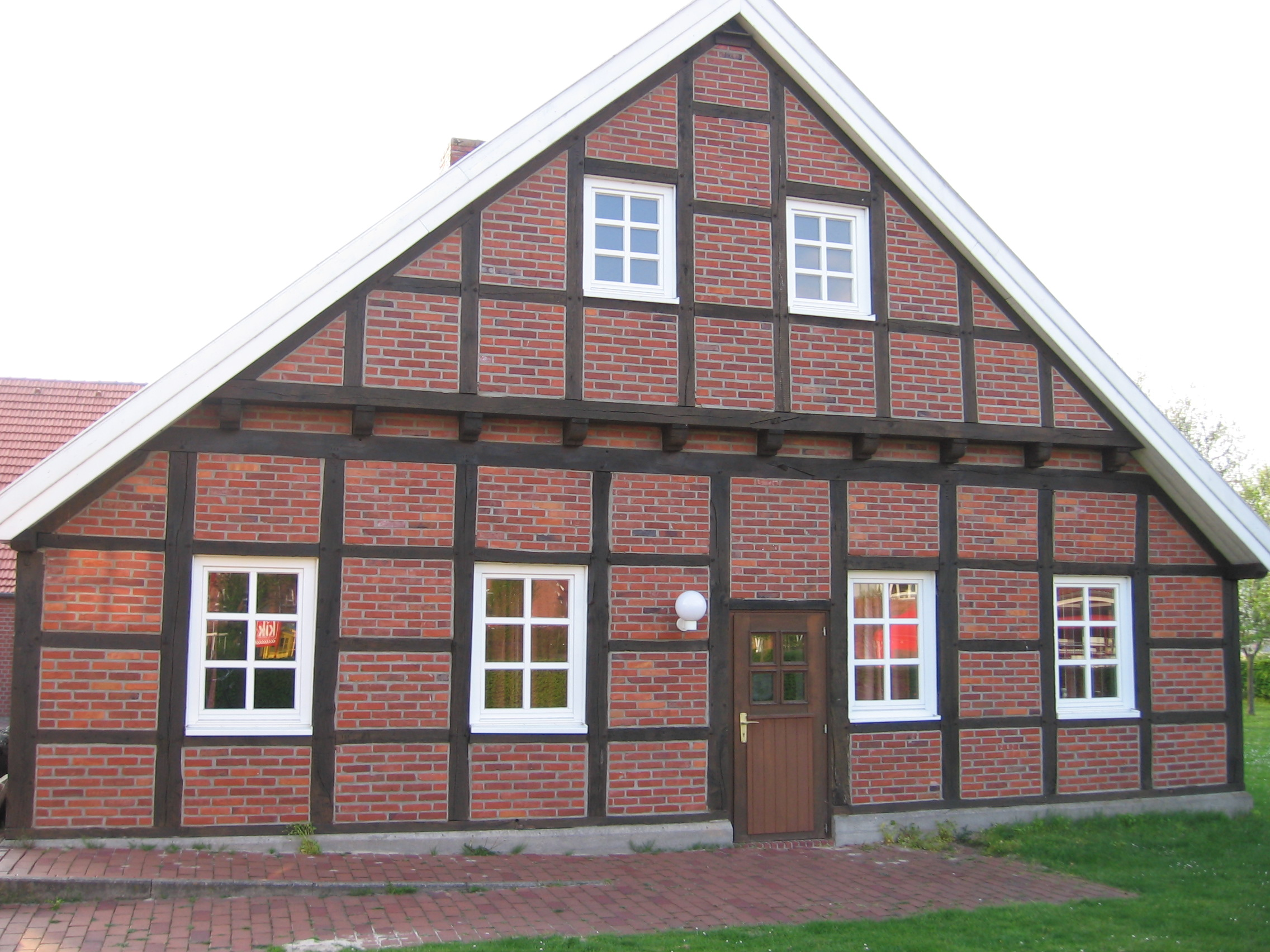
Концертный зал
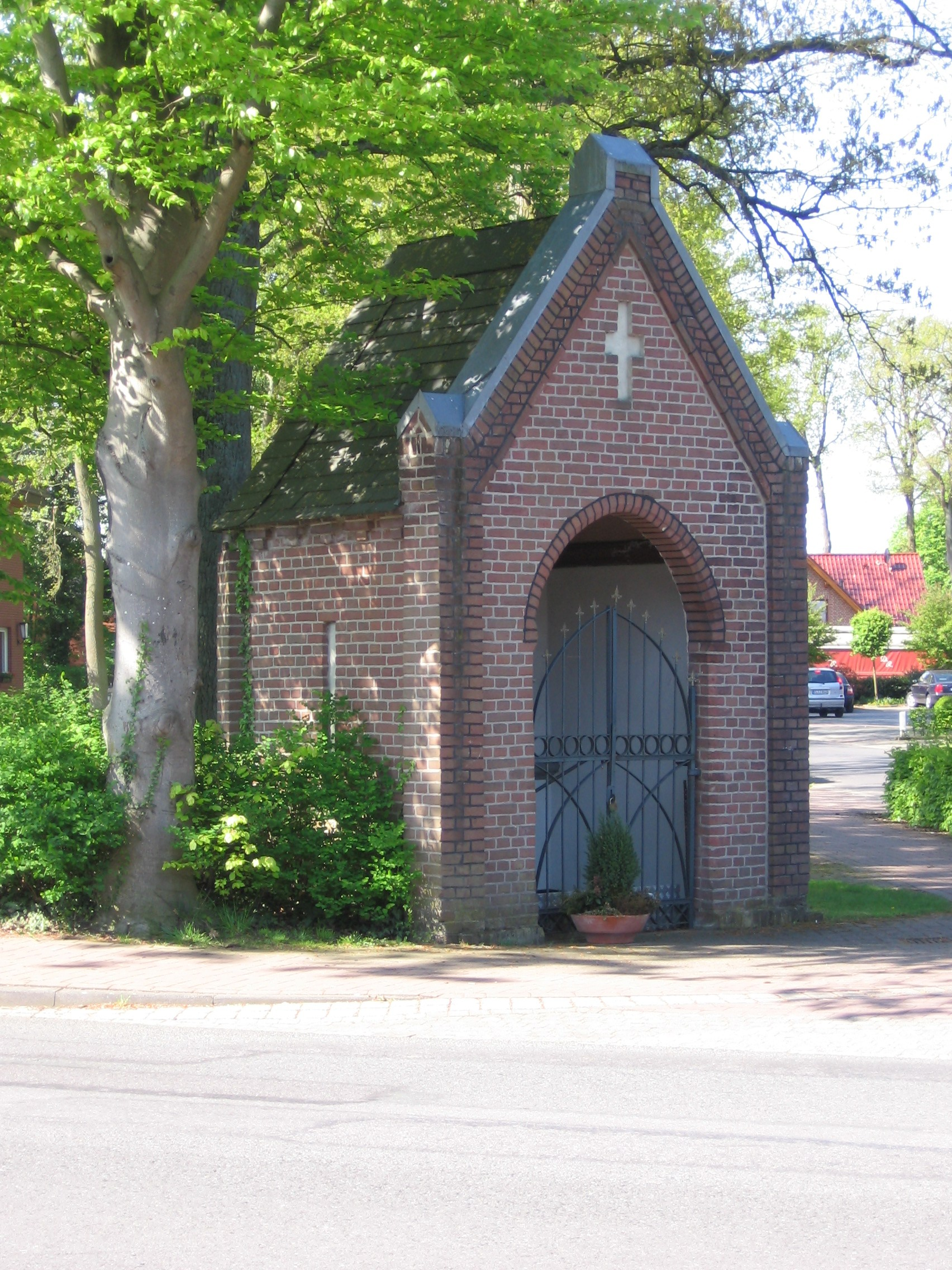
Грот
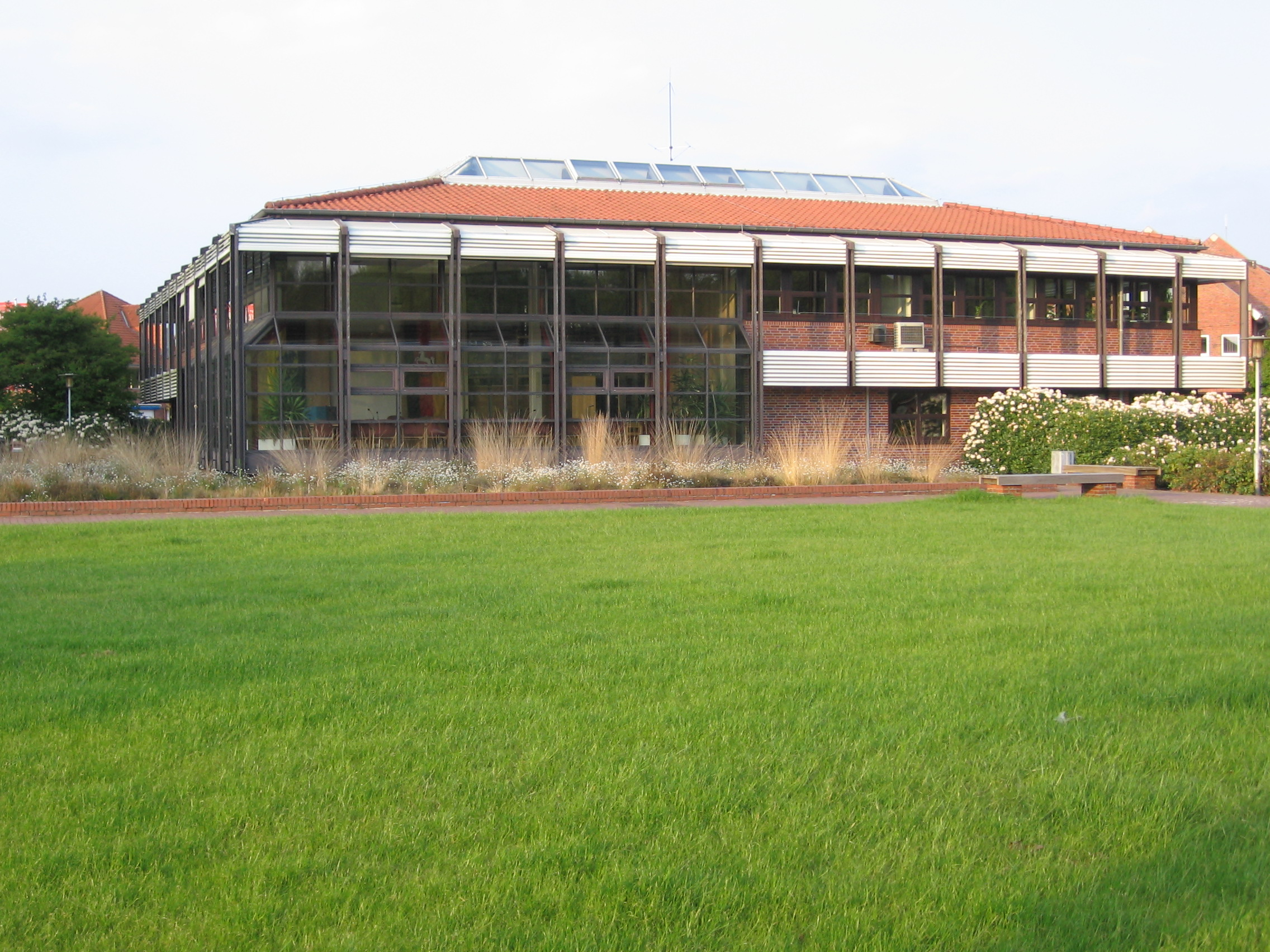
Ратуша
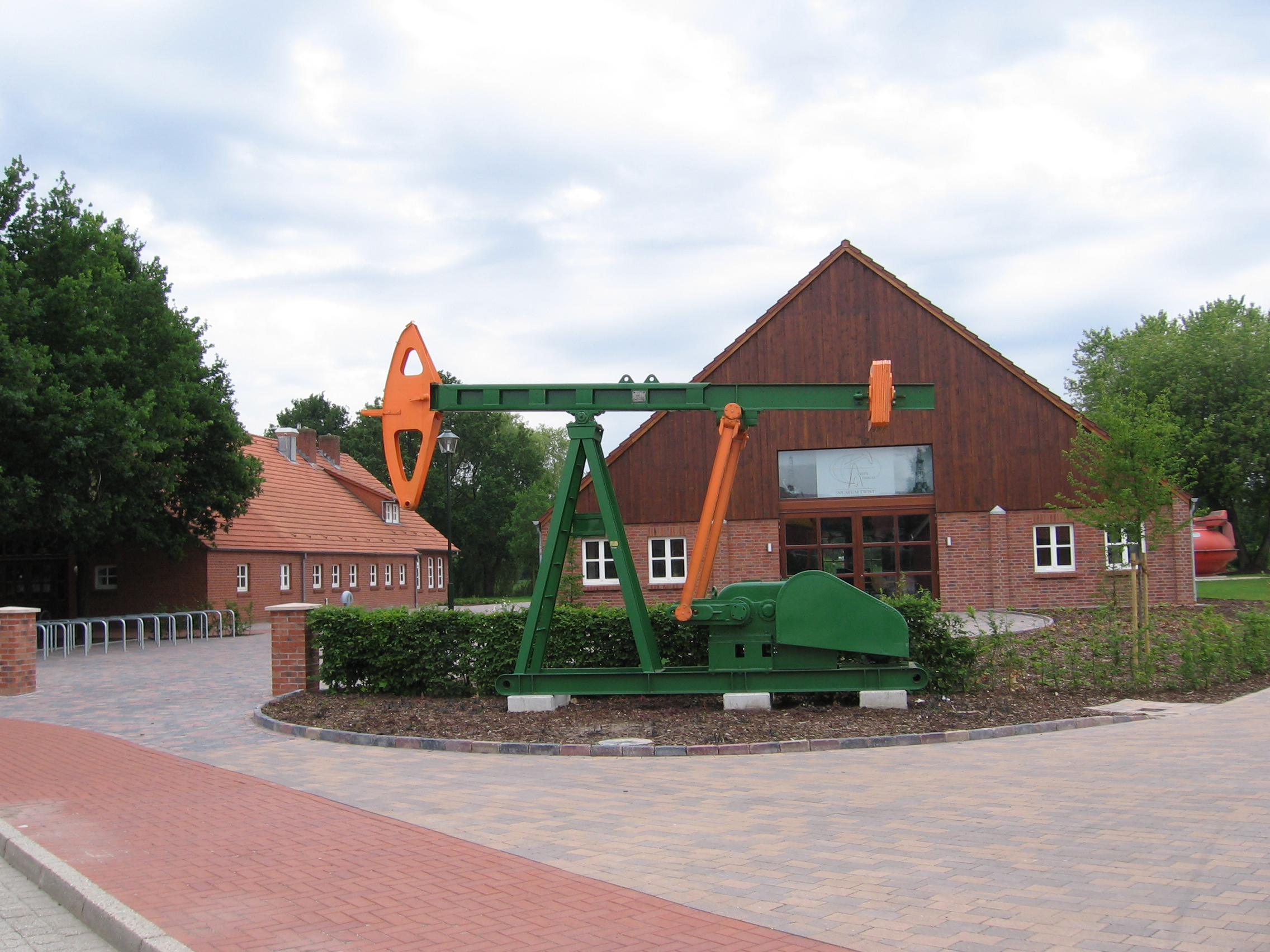
Музей
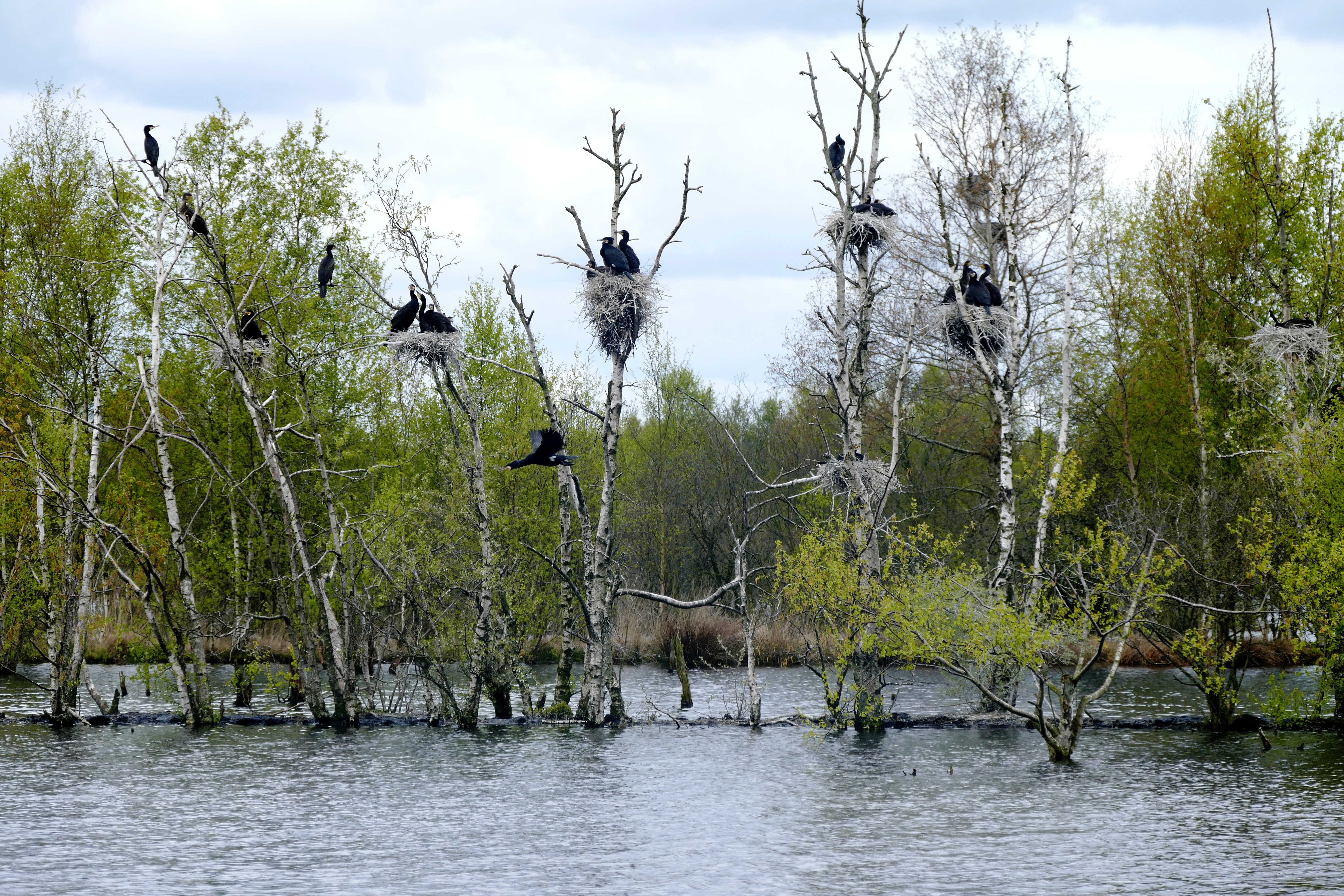
Большой баклан
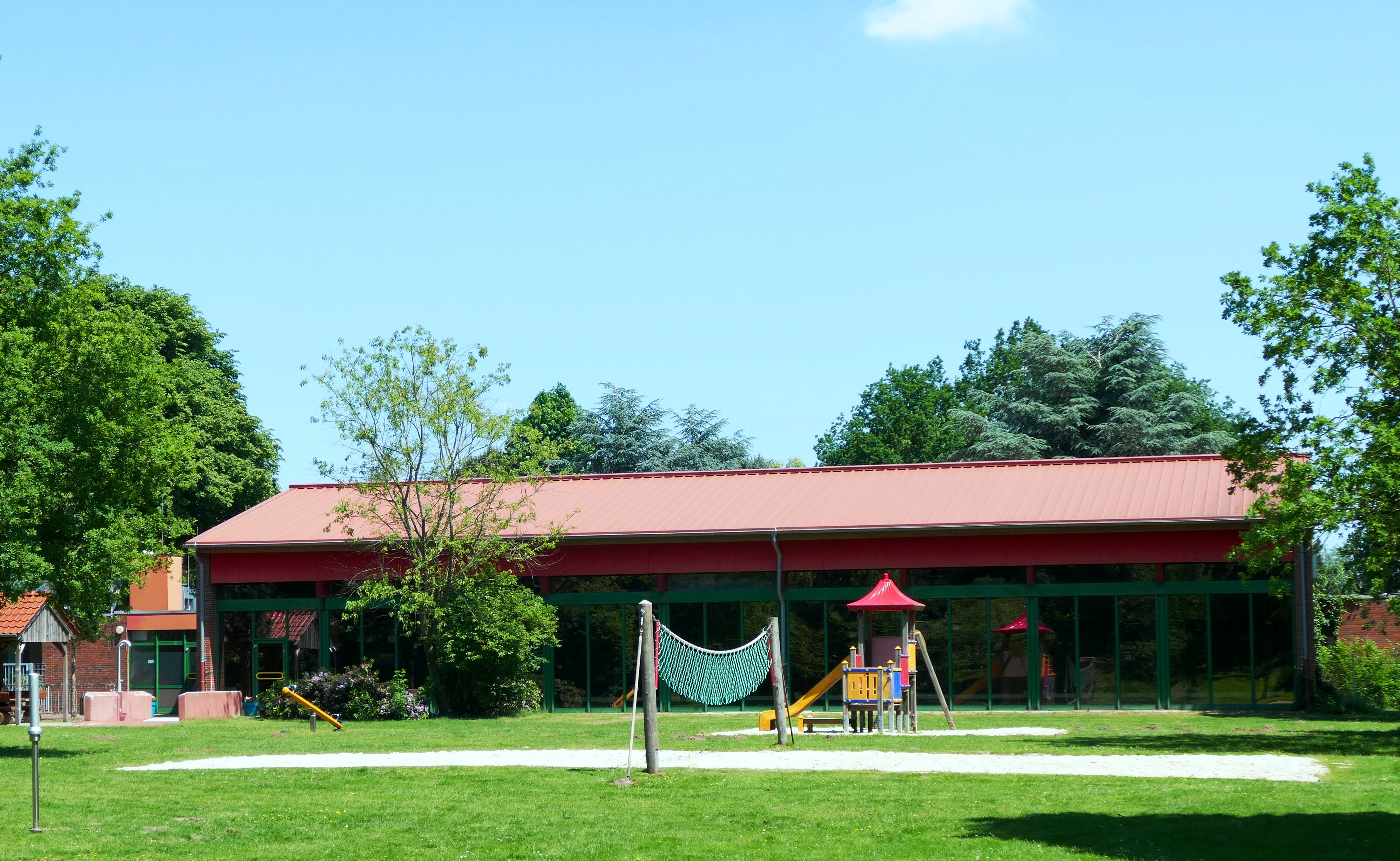
Плавательный бассейн